# Дејви (Флорида)
Дејви (енгл. Davie) град је у америчкој савезној држави Флорида. По попису становништва из 2010. у њему је живело 91.992 становника.

## Демографија
Према попису становништва из 2010. у граду је живело 91.992 становника, што је 16.272 (21,5%) становника више него 2000. године.
| Група             | 2000.          | 2010.          |
| Белци             | 54.676 (72,2%) | 52.212 (56,8%) |
| Афроамериканци    | 3.454 (4,6%)   | 7.401 (8,0%)   |
| Азијати           | 2.111 (2,8%)   | 4.201 (4,6%)   |
| Хиспаноамериканци | 14.270 (18,8%) | 26.809 (29,1%) |
| Укупно            | 75.720         | 91.992         |